# Arsenal VG 70
Arsenal VG 70 – francuski, odrzutowy samolot doświadczalny zaprojektowany po zakończeniu II wojny światowej w wytwórni Arsenal de l’Aéronautique.

## Historia
Arsenal VG 70 jest jedną z pierwszych konstrukcji powojennych, w budowie której francuscy inżynierowie zmierzyli się z napędem odrzutowym. Głównym projektantem samolotu był inżynier Jean Galtier. Pomimo tego, że VG 70 był już powojenną maszyną to jego projekt odwoływał się do rozwiązań konstrukcyjnych zastosowanych podczas budowy samolotu Sud-Ouest SO.6000 Triton, który powstał na deskach kreślarskich jeszcze podczas trwania niemieckiej okupacji. Po raz pierwszy samolot wzniósł się w powietrze 23 czerwca 1948 roku i miał służyć zbadaniu zachowania się maszyny podczas lotów z bardzo dużymi prędkościami poddźwiękowymi.

## Konstrukcja
VG 70 był jednomiejscowym, wolnonośnym, jednosilnikowym grzbietopłatem o konstrukcji mieszanej. Dwudźwigarowe skrzydła były wykonane w całości z drewna pokrytego sklejką. Charakteryzowały się dużym skosem 35° i równie dużym wzniosem. Wyposażone były w klapy, lotki i stałe sloty umieszczone na krawędzi natarcia. Kadłub o konstrukcji półskorupowej wykonany był z metalu i podzielony na dwie sekcje, których demontaż ułatwiał dojście do silnika samolotu. Na wysokości krawędzi natarcia skrzydeł umieszczona była jednoosobowa kabina pilota, zakryta jednoczęściową osłoną. Usterzenie klasyczne wykonane z drewna. Podwozie trójzespołowe, przednie chowane do wnęki w kadłubie, główne w skrzydła. Z braku silnika własnej konstrukcji zastosowano poniemiecki Junkers Jumo 004B-2. Chwyt powietrza do silnika umieszczony był pod kadłubem na wysokości kabiny pilota. Samolot podczas lotu nie zachowywał się poprawnie, charakteryzował się niestatecznością boczną a umieszczony podkadłubowo chwyt powietrza nie zapewniał jego prawidłowego przepływu do silnika. Pomimo tego maszyna w locie poziomym uzyskała prędkość 900 km/h.